# Fagia
El fagia es un término ecológico o de comportamiento usado para identificar sistemas particulares de nutrición o conducta de alimentación. Proviene del idioma 
griego antiguo φαγεῖν phagein aoristo de «comer», derivado a su vez de la raíz indoeuropea *bhag. Los sufijos -fagia, -fago y -faga se usan para nombrar diferentes tipos de fagia:
- Acufagia: ingerir objetos agudos.
- Aerofagia: ingerir aire involuntariamente al comer.
- Amilofagia: ingerir almidón.
- Antropofagia: comer seres humanos.
- Bacteriofagia: comer bacterias.
- Bibliofagia ingerir libros o revistas.
- Coniofagia: ingerir polvo.
- Coprofagia: comer excrementos.
- Emetofagia: ingerir vómito.
- Entomofagia: ingerir insectos.
- Fitofagia: comer plantas.
- Foliofagia: comer hojas.
- Geomelofagia: ingestión anormal de papas crudas.
- Geofagia: comer tierra.
- Gooberfagia: ingerir exageradamente cacahuates.
- Hematofagia: comer sangre.
- Lepidofagia: comer escamas.
- Lignofagia: ingerir madera.
- Litofagia: ingerir piedras.
- Luludofagia: ingerir exageradamente flores.
- Micofagia: comer hongos (Fungi).
- Monofagia: comer un solo tipo de comida (por ejemplo, una sola especie).
- Mucofagia: ingerir moco.
- Necrofagia: comer animales muertos.
- Ofiofagia: comer serpientes.
- Oligofagia: alimentarse con pocos tipos específicos de alimento (por ejemplo, un solo género de plantas).
- Onicofagia: ingerir uñas.
- Oofagia: comer huevos.
- Paedofagia: comer crías de otras especies.
- Pagofagia: ingerir exageradamente hielo.
- Polifagia: alimentarse de muchas clases de alimentos (por ejemplo, todas o muchas de las especies de una familia de plantas).
- Rizofagia: comer raíces.
- Saprofagia: comer materia orgánica en descomposición.
- Teutófagia: ingerir cefalópodos (calamares y pulpos).
- Tricofagia: ingerir cabello o lana.
- Urofagia: ingerir orina.
- Xilofagia: comer madera.

El término fagia puede usarse también para el comer de una específica manera, normal o anormal (por ejemplo disfagia: disfunción de la deglución).
La raíz del término se usa como prefijo de otras palabras, como fagocitosis (la función de células especializadas que pueden comer materia inorgánica u orgánica, incluyendo otras células).